# Anne Lidén
Anne Lidén, född 1947, är en svensk tecknare, bildlärare och konstvetare. Till hennes mest kända verk som tecknare hör en version av kvinnokampsmärket ritat för Grupp 8 och en tecknad ensidesserie som illustrerar hur olika män och kvinnor bedöms, kallad Språkaffischen. Affischen skapades till Grupp 8:s utställning Kvinnor på Moderna Museet 1972.
Lidén disputerade 1999 på ämnet Olof den helige i medeltida bildkonst. Med sin avhandling menar hon att hon ger en mindre patriarkal bild av kungen som tidigare gärna skildrats som krigisk och maktfullkomlig. Hon är lektor i bilddidaktik på Stockholms universitet och arbetar med att utveckla lärarutbildningen inom bildämnet. 
Lidén har också skrivit tidningsartiklar och böcker om konst och konstnärer såsom Göran Segergren, Sven Ljungberg och Lars Snickare.